# 4745 Nancymarie
4745 Nancymarie eller 1989 NG1 är en asteroid i huvudbältet som upptäcktes den 9 juli 1989 av den amerikanske astronomen Henry E. Holt vid Palomarobservatoriet. Den är uppkallad efter upptäckarens dotter, Nancy Marie Martinez.
Asteroiden har en diameter på ungefär 12 kilometer och den tillhör asteroidgruppen Eos.